# (35915) 1999 JV97
1999 JV97 (asteroide 35915) é um asteroide da cintura principal. Possui uma excentricidade de 0.22613520 e uma inclinação de 15.65779º.
Este asteroide foi descoberto no dia 12 de maio de 1999 por LINEAR em Socorro.